# Mistrzostwa Świata w Łucznictwie Polowym 2018
26. Mistrzostwa Świata w Łucznictwie Polowym odbyły się w dniach 4–9 września 2018 w Cortinie d’Ampezzo (Włochy). Zawodniczki i zawodnicy startowali w konkurencji łuków klasycznych, gołych oraz bloczkowych.

## Reprezentacja Polski

### Seniorzy

#### łuk klasyczny
- Natalia Leśniak
- Sławomir Michalak
- Joanna Rząsa
- Sylwia Zyzańska

#### łuk goły
- Dariusz Gawryś

#### łuk bloczkowy
- Łukasz Przybylski
- Anna Stanieczek

### Juniorzy

#### łuk klasyczny
- Marlena Kocaj

## Medaliści

### Kobiety
| Konkurencja:     | Złoto:                                                      | Srebro:                                                     | Brąz:                                            |
| łuk klasyczny    | Lisa Unruh                                                  | Naomi Folkard                                               | Nami Fukasawa                                    |
| łuk goły         | Lina Bjorklund                                              | Fawn Girard                                                 | Cinzia Noziglia                                  |
| łuk bloczkowy    | Paige Pearce                                                | Toja Ellison                                                | Carolin Landesfeind                              |
| zawody drużynowe | Niemcy · Martina Boscher · Carolin Landesfeind · Lisa Unruh | Włochy · Irene Franchini · Cinzia Noziglia · Jessica Tomasi | Słowenia · Toja Ellison · Tina Gutman · Ana Umer |

### Mężczyźni
| Konkurencja:     | Złoto:                                                  | Srebro:                                                              | Brąz:                                                            |
| łuk klasyczny    | Wataru Oonuki                                           | Massimiliano Mandia                                                  | Brady Ellison                                                    |
| łuk goły         | Erik Jonsson                                            | David Garcia Fernandez                                               | Fredrik Lundmard                                                 |
| łuk bloczkowy    | Mike Schloesser                                         | Nico Wiener                                                          | Steve Anderson                                                   |
| zawody drużynowe | Niemcy · Jens Asbach · Florian Kahllund · Michael Meyer | Stany Zjednoczone · Steve Anderson · John Demmer III · Brady Ellison | Włochy · Alessandro Giannini · Marco Morello · Giuseppe Seimandi |

### Juniorki
| Konkurencja:     | Złoto:                                                    | Srebro:                                            | Brąz:                                                           |
| łuk klasyczny    | Aiko Rolando                                              | Mathilde Louis                                     | Manon Berguin                                                   |
| łuk goły         | Natalia Trunfio                                           | Laura Hughes                                       | Sara Liljeström                                                 |
| łuk bloczkowy    | Sara Ret                                                  | Cassidy Cox                                        | Savannah Vanderwier                                             |
| zawody drużynowe | Szwecja · Kim Doverstål · Caroline Käck · Sara Liljeström | Włochy · Sara Ret · Aiko Rolando · Natalia Trunfio | Stany Zjednoczone · Faith Cook · Laura Hughes · Sophia Strachan |

### Juniorzy
| Konkurencja:     | Złoto:                                                               | Srebro:                                                | Brąz:                                                  |
| łuk klasyczny    | William Pike                                                         | Willem Bakker                                          | Žiga Ravnikar                                          |
| łuk goły         | Eric Esposito                                                        | David Bianchi                                          | German Miguel Cane                                     |
| łuk bloczkowy    | Timo Bega                                                            | Connor Sears                                           | Jesse Sut                                              |
| zawody drużynowe | Stany Zjednoczone · Josef Scarboro · Connor Sears · Mark Schlaudraff | Włochy · Eric Esposito · Federico Musolesi · Jesse Sut | Słowenia · Gašper Bolčina · Staš Modic · Žiga Ravnikar |

## Klasyfikacja medalowa
| Lp. | Państwo           | Złoto | Srebro | Brąz | Razem |
| 1.  | Włochy            | 4     | 5      | 3    | 12    |
| 2.  | Szwecja           | 3     | 0      | 2    | 5     |
| 3.  | Niemcy            | 3     | 0      | 1    | 4     |
| 4.  | Stany Zjednoczone | 2     | 5      | 4    | 11    |
| 5.  | Holandia          | 1     | 1      | 0    | 2     |
| 5.  | Wielka Brytania   | 1     | 1      | 0    | 2     |
| 7.  | Japonia           | 1     | 0      | 1    | 2     |
| 8.  | Luksemburg        | 1     | 0      | 0    | 1     |
| 9.  | Słowenia          | 0     | 1      | 3    | 4     |
| 10. | Francja           | 0     | 1      | 1    | 2     |
| 11. | Austria           | 0     | 1      | 0    | 1     |
| 11. | Hiszpania         | 0     | 1      | 0    | 1     |
| 13. | Argentyna         | 0     | 0      | 1    | 1     |